# Musenheiligtum

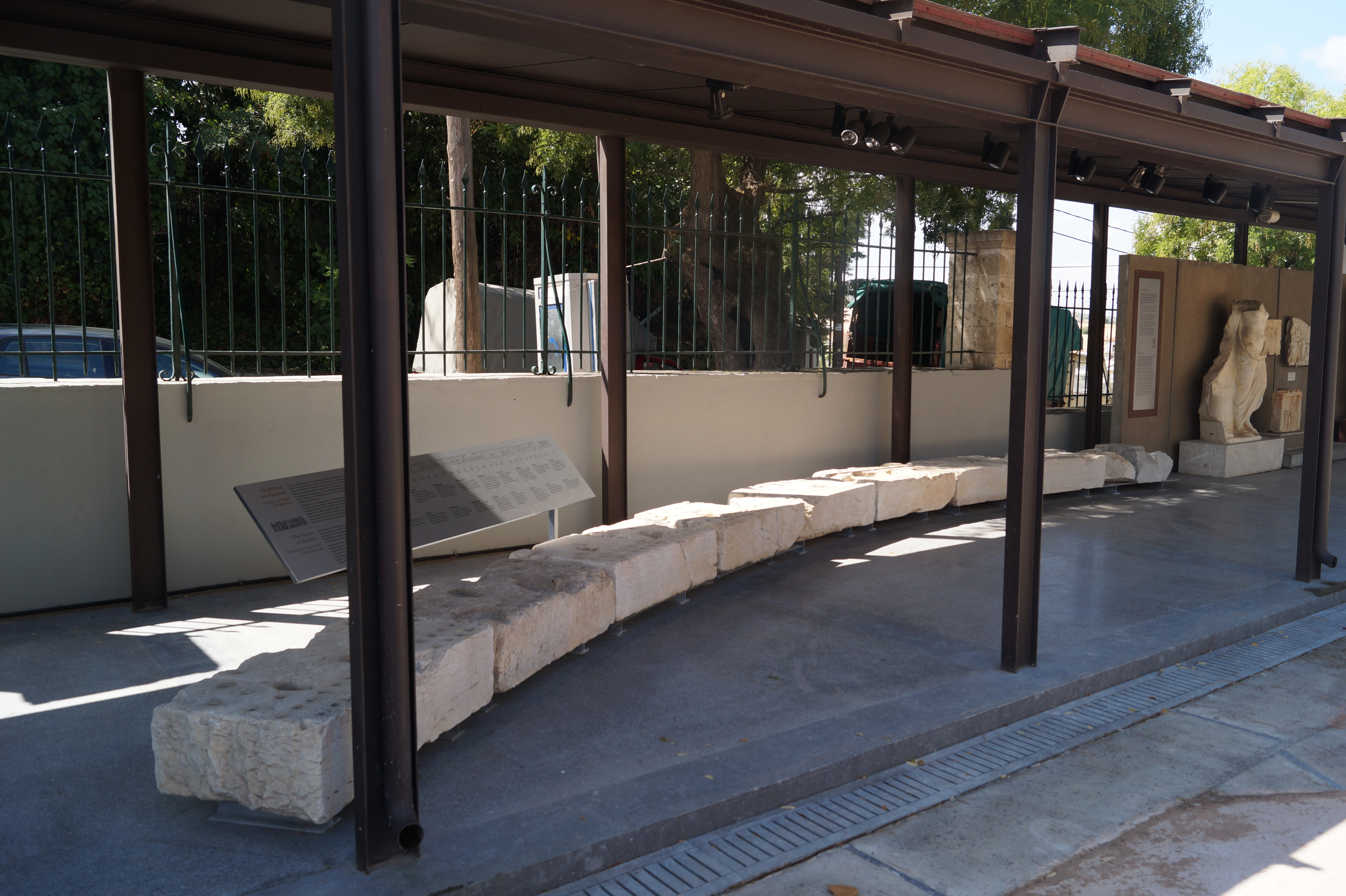
Basis der 9 Musen des Onestos (1. Jahrhundert v. Chr.). Heute im Hof des Archäologischen Museum Theben.

Das Musenheiligtum im Osten des Helikongebirges lag 4,5 km westlich des heutigen Askri in der griechischen Landschaft Boiotien. Es gehörte zu Thespiai, das hier die musischen Wettkämpfe ausrichtete. Das Tal zwischen dem Heiligtum und Askri wurde in der Antike Tal der Musen genannt, weshalb das Heiligtum gelegentlich auch Tal der Musen genannt wird. Etwa 2 km westlich des Musenheiligtums befindet sich die Quelle Hippokrene.

## Beschreibung
Der wichtigste Teil des Heiligtums war der heilige Hain der Musen, der im Osten des Tals der Musen lag und sich beidseits des Flusses Permessos erstreckte. Am rechten Ufer des Permessos fand man die Fundamente eines großen Altars. Er hatte nord-südliche Ausrichtung, war 9,80 m lang und 5,80 m breit. Anhand des Baumaterials, das aus einer Kombination von Poros, Konglomerat und Kalkstein bestand, datierte der Ausgräber den Baurest ins 3. Jahrhundert v. Chr. Etwa 40 m westlich des Altars fand man eine ionische Säulenhalle – ebenfalls mit nord-südlicher Ausrichtung. Sie hatte eine Länge von 96,70 m und eine Tiefe von 13 m. Nördlich der Säulenhalle fand man auf der anderen Seite des Permessos weitere Fundamente, die wahrscheinlich zu einer weiteren Säulenhalle gehörten.
Etwa 300 m südwestlich der Säulenhalle fand man ein antikes Theater vom Ende des 3. oder Anfang des 2. Jahrhunderts v. Chr. Die Sitzreihen, die nicht aus Stein gebaut waren, befanden sich in einer halbrunden, natürlichen Vertiefung. Die Bühne war 22,20 m breit und 10,50 m tief und verfügte über ein Proskenion. Im Heiligtum fand man viele Inschriften. Darunter befand sich auch ein halbrunder Sockel für die neun Musen des Dichters und Bildhauers Onestos.

## Erforschung
Erste Probegrabungen machte der griechische Archäologe Panagiotis Stamatakis im Jahre 1882 an der Kirchenruine Agia Trias und fand Grundmauern, die er einem Tempel zuordnete. Heute geht man davon aus, dass es sich um die Reste eines Altars handelt. 1888 bis 1890 führte der französische Maler Paul Jamot im Auftrag der École française d’Athènes systematische Grabungen durch. Hierbei wurden der Altar, die Säulenhallen und das Theater entdeckt.

## Überlieferung
Die Aloiden Otos und Ephialtes sollen das Musenheiligtum gegründet haben. Sie verehrten hier die drei Musen Melete (Eifer), Mneme (Erinnerung) und Aoide (Gesang). Später kam Pieros aus Makedonien und brachte den Kult neun Musen zu verehren mit, den er in Thrakien kennengelernt hatte. Er selbst hatte neun Töchter, die er nach den Musen benannte. Aus diesem Grund sagte man, dass die als Kinder der Musen bezeichneten Menschen Enkel des Pieros seien.
Auf dem Weg von Thespiai zum Heiligtum kam man an der Quelle Aganippe vorbei. Pausanias bemerkte hierzu, dass Aganippe die Tochter des Termessos ist. Dies bedeutete, dass die Aganippe in den Termessos, wie der Permessos auch genannt wurde, mündete. Auf dem weiteren Weg kam man am Bild der Eupheme, der Amme der Musen, und an einem Felsbild des Linos vorbei. Bevor man den Musen opferte, opferte man hier dem Linos.
Im Heiligtum gab es ein Standbild mit allen Musen vom Künstler Kephisodotos dem Älteren und drei weitere Standbilder mit jeweils drei Musen. Eins stammte wiederum von Kephisodotos. Die anderen von Strongylion und Olympiosthenes. Ein Bronzestandbild stellte den Kampf von Apollon mit Hermes um die Leier da. Außerdem gab es ein Dionysosstandbild von Lysipp. Lucius Cornelius Sulla Felix brachte eine Dionysosstatue aus der Hand des Myron aus Orchomenos hierher und weihte sie den Musen.
Künstlern wurden Statuen im Musenheiligtum errichtet. So gab es eine Statue des blinden Thamyris mit einer zerbrochenen Kithara, des Arion von Lesbos auf einem Delfin, des Flötenspielers Sakadas, des Hesiod und des Orpheus, der vor Tieren singt. Auch Arsinoë II. wurde auf einem Strauß reitend dargestellt und Telephos, der Sohn des Herakles, wie er von einer Hirschkuh gesäugt wird. Dann gab es noch eine Statue des Priapos, des Sohnes des Dionysos. Unter den hier geweihten Dreifüßen befand sich auch der den Hesiod als Sieger in Chalkida am Euripos im Sangeswettbewerb erhielt.

## Geschichte
Die ältesten Funde stammen aus der Geometrischen Zeit. Ab dem 6. Jahrhundert v. Chr. kann das Musenheiligtum nachgewiesen werden. Ab wann die Museia, wie die musischen Wettkämpfe genannte wurden, ist nicht bekannt. Ende des 3. Jahrhunderts v. Chr. wurden die Spiele neu organisiert, es kamen weitere Wettkämpfe hinzu und die Spiele wurden im fünf Jahresrhythmus veranstaltet. Die Blütezeit der Spiele reichte bis zum 1. Jahrhundert v. Chr. Eine zweite Blütezeit erlebte das Heiligtum im 2. Jahrhundert n. Chr. bis im 3. Jahrhundert das Programm gekürzt wurde. 330 überführte Konstantin der Große die Musenstatuen in seine neue Hauptstadt Konstantinopel, wo sich ihre Spur verlor.